# Uwe Ehret
Uwe Ehret (* 14. September 1955; † 11. Oktober 2013) war ein deutscher Fußballspieler und Fußballtrainer. Ehret war von April bis Juni 1989 sowie August bis November 1989 Trainer des SC Freiburg.

## Spielerkarriere
Ehret begann mit dem Fußballspielen auf Wunsch seines Vaters mit sieben Jahren beim SC Freiburg.
Nach seiner Jugendzeit bei diesem wechselte er zu den Vertragsamateuren der Stuttgarter Kickers. Danach folgten Spielzeiten beim FC Konstanz und wieder beim SC Freiburg.

## Trainerkarriere
Bevor Ehret im Alter von 34 Jahren im April 1989 als Interimstrainer die erste Mannschaft des SC Freiburg übernahm, war er als Co-Trainer und Trainer der Amateurmannschaft des SC Freiburg tätig. Nach dem Rücktritt von Fritz Fuchs übernahm er von diesem das Traineramt der ersten Mannschaft bis zum Ende der Saison und beendete die 2. Bundesliga-Saison 1988/89  auf dem 5. Platz. Nach der überraschenden Kündigung von Lorenz-Günther Köstner zwei Monate nach Start der 2. Bundesliga-Saison 1989/90 übernahm Ehret wiederum das Amt des Trainers von August 1989 bis Ende November 1990.
Da Ehret nicht die nötige Qualifikation besaß, wurde er im November 1990 abgelöst von Bernd Hoss. Ehret wechselte daraufhin zum Freiburger FC, mit dem er in die Oberliga aufstieg, zweimal den Südbadischen Vereinspokal gewann und das Achtelfinale des DFB-Pokal 1991/92 erreichte. In seiner Zeit beim Freiburger FC trainierte Ehret Christian Streich und Klemens Hartenbach.
Nach seiner Zeit beim Freiburger FC wechselte Ehret 1997 zum FC Steinen-Höllstein. Dort folgten Auf- und Abstiege in die Oberliga, bis er 2000 zum FC Teningen wechselte. Es folgten Stationen beim VF Herbolzheim und ab 2009 beim SV Biengen, bis er 2010 sein Amt als Trainer aufgrund von Krankheit niederlegen musste.

## Beruf
Uwe Ehret war gelernter Schreiner und Sportlehrer.